# Il quartiere
Il quartiere è un romanzo di Vasco Pratolini scritto nel biennio 1943-1944.

## Trama
Ambientato nel periodo che va dal 1932 al 1939, il romanzo narra delle peripezie amorose di un gruppo di ragazzi appartenenti ad un quartiere popolare di Firenze e più precisamente quello di Santa Croce, colti nel passaggio dall'adolescenza alla prima giovinezza: in pratica si coglie lo sviluppo della loro educazione sentimentale e la formazione di una coscienza politica.
Il romanzo è sostenuto da un intreccio continuo di vicende personali ed affettive nelle quali si muovono i vari personaggi, senza che qualcuno emerga o si riconosca particolarmente, neppure nella figura di Valerio, la voce narrante che si identifica con l'autore (questo tipo di romanzo è detto "corale"). Per cui, all'inizio dell'opera, ci viene immediatamente focalizzata questa sensazione dalla frase “Eravamo creature comuni. Ci bastava un gesto per sollevarci collera o amore”.
In pratica è il quartiere di Santa Croce, che fa da sfondo, quasi da protagonista e viene presentato con vivacità di luci e di colori nell'alternarsi delle stagioni, ma anche con toni scuri nella descrizione degli interni delle modeste abitazioni. Questo è il mondo isolato dal resto, ma unito e condiviso con la sua gente che vive l'oppressione sociale tra quotidiane difficoltà materiali, ma ricca d'umanità e sentimenti, unita in una comunità solida e partecipe. Contemporaneamente Pratolini descrive, indirettamente, la dimensione politica di Firenze e soprattutto la tendenza del fascismo a demolire i quartieri popolari per depennare alla radice il rischio rivoluzionario.
Questi sentimenti rivoltosi si contrappongono a quelli tipicamente adolescenziali; le prime infatuazioni vissute sulla pelle di Valerio che, dopo un primo interessamento per Luciana che finirà sposa ad Arrigo, si accorge di provare qualcosa in più per Marisa. I due rimangono fidanzati per due anni, dopodiché Valerio vivrà un'avventura fugace con Olga, sino a quando questa lo lascerà per seguire la madre a Milano. Nella figura di Giorgio si riscontrano le caratteristiche tipiche della persona saggia e matura che cercherà di condurre gli amici verso la presa di coscienza politica della propria situazione. È proprio lui a preoccuparsi seriamente nel momento in cui il giovane Gino, un ragazzo sfortunato in quanto veniva picchiato abitualmente dal padre che lo ripudiava come figlio,  con l'illusione di migliorarsi e abbandonare la miseria del quartiere, si prostituisce ad un potente che gli dava soldi ed una effimera felicità. Giorgio cerca d'aiutare il ragazzo e prova una sensazione di delusione e rammarico quando quest'ultimo uccide l'amante in uno scatto d'ira dovuto ad un sempre più esigente bisogno di denaro. Giorgio sostiene che tutte le vite del quartiere siano legate, e ciò che capitava ad uno sia inevitabilmente influenzato e provocato dal comportamento degli altri, in un cerchio incessante di relazioni e fedi reciproche. Nel caso di Gino queste ideologie non si concretizzarono poiché nessuno poté aiutarlo; finì in carcere ed in seguito a vari stenti e soprattutto digiuni, sotto inimmaginabili sofferenze, morì. Una lettera molto toccante e sincera esprime il rapporto che si era venuto ad instaurare tra Gino e Giorgio, riportata dal racconto di Valerio.
Tra gli amici del quartiere, toccante è la figura di Carlo, cresciuto in una degradante condizione umana, che sfoga i suoi risentimenti in attacchi d'ira alternati da sentimenti di morboso attaccamento. Principale vittima di questi schizofrenici sentimenti è la precoce e triste Marisa, ragazza che nasconde la propria solitudine esistenziale e la paura dietro una maschera di falsa sicurezza e di sfrontatezza verso gli uomini. La storia della conquista tutta interiore del loro tragico e disperato amore è uno dei punti più intensi e toccanti del romanzo. Proprio quando Carlo e Marisa comprenderanno la profondità del sentimento che li lega il ragazzo partirà per la guerra, dove troverà la morte.
Quando Valerio parte per il servizio militare, le lettere degli amici e dei familiari gli preannunciano gravi cambiamenti, in parte già avviati prima della sua partenza: dopo la scomparsa di Gino e di Carlo, Giorgio e Berto vengono arrestati, Olga parte per Milano e le case del quartiere vengono abbattute per un progetto di "risanamento". Al suo ritorno, la perdita dei riferimenti delle modeste abitazioni sembra preludere alla disgregazione dei legami umani della sua cerchia. Tuttavia sarà Marisa a fargli riscoprire come quei legami siano più presenti e profondi che mai, nonostante i cambiamenti. Alla fine del romanzo la gente si trovava ancora lì. Si era “ammassata nelle case rimaste in piedi come se si fosse voluta barricare”. Quei pochi che erano andati ad abitare alla periferia, dove trovarono l'aria aperta ed il sole, nel quartiere, li considerano quasi dei disertori. E in questo passo Valerio, il narratore, le risponde: «Infatti, anche l'aria e il sole sono cose da conquistare dietro le barricate»”.

## Edizioni
- Il quartiere, Collana Nuova biblioteca del popolo n.1, Milano, La Nuova biblioteca, 1944,  p. 106.
- Il quartiere, Collana Contemporanea n.3, Firenze, Vallecchi, 1947,  p. 194.
- Il quartiere, Collana Narratori Italiani. Opere di Pratolini: volume IV, Milano, Mondadori, 1961,  p. 207.
- Il quartiere, prefazione di Goffredo Fofi, Collana Scrittori contemporanei, Milano, BUR, 2012,  p. 178, ISBN 978-88-17-05459-1.

### Edizioni in altre lingue
- trad. francese di Juliette Bertrand, Le Quartier, Paris: A. Michel, 1951[2];
- trad. inglese di Peter e Pamela Duncan, The Naked Streets, New York: A.A. Wyn, 1952[3] / A Tale of Santa Croce, London: Peter Owen, 1952[4];
- trad. svedese di Karin Alin, Ungdomsår i Santa Croce,Stockholm: Folket i bild, 1954[5];
- trad. spagnola di Attilio Dabini, El barrio, Buenos Aires: Editorial Losada, 1956[6];
- trad. russa, Kvartal, Moskva: Gos. izd-vo khudozh, 1963[7];
- trad. tedesca di Egon Wiszniewsky e Ernst-August Nickals, Die aus Santa Croce, Berlin: Volk und Welt 1968[8];
- trad. araba di Idwār al-Kharrāṭ, al-Shawāriʻ al-ʻ̄ariyah, Beirut: Dār al-Ādāb, 1979[9];
- trad. danese di Nina Gross, Vores kvarter, Copenaghen: Hekla, 1984[10];